# Bán Zsigmond
Bán Zsigmond, 1883-ig Baumgarten Zsigmond (Iszkaszentgyörgy, 1852. november 2. – Budapest, Terézváros, 1906. augusztus 9.) újságíró és közgazdasági szakíró.

## Élete
Baumgarten Ármin és Zadeczky Róza fia, izraelita vallású. Középiskoláit Székesfehérvárott végezte, majd a budapesti egyetemen jogot hallgatott, s jogtudori oklevelet nyert. Jogi tanulmányai közben a műtörténelemmel is foglalkozott, rajzolt, festett és mintázott. 1880-ban beutazta Nyugat-Európát, főleg Német- és Franciaországot, és ez idő alatt a műtörténetet és a művészetek technikáját, valamint a közgazdasági életet tanulmányozta. Párizsban hat hónapot töltött és a szépművészetek iskolájába is eljárt. Párizsból hazatérve, ügyvédi irodában nyert alkalmazást és legtöbb idejét a polgári perrend elméletének és a jogpolitikának szentelte. 1877 végén a 48. gyalogezrednél mint egyéves önkéntes befejezte katonai szolgálatát, hadnaggyá lett kinevezve és e minőségében részt vett az 1878. évi boszniai okkupációs hadjáratban. Budapesten lakott és jogi tanulmányain kivül a festészettel is foglalkozott. Cikkei és tanulmányai több napilapban és folyóiratban jelentek meg. Évekig a Magyarország című napilap közgazdasági rovatát szerkesztette. 1906-ban hunyt el Budapesten, a halál oka: hűdéses elmezavar.

## Művei
- Igazságszolgáltatásunk (1885)
- A horvát bíróságok (1886)

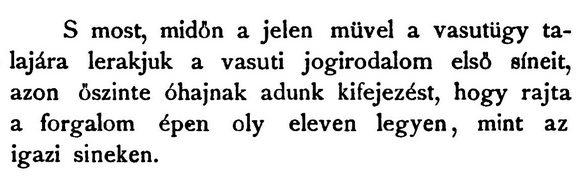
A magyar vasúti jog előszavának szellemes zárása

- A magyar vasúti jog (Társszerző: Dr. Eulenberg Salamon; 1886) Online
- A magyar pénzintézetek története (1896)
- Az út, az igazság és az élet (bölcseleti tanulmány szépirodalmi formában, 1896)